# Rubécourt-et-Lamécourt
Rubécourt-et-Lamécourt ist eine ehemalige französische Gemeinde mit 135 Einwohnern (Stand: 1. Januar 2022) im Département Ardennes in der Region Grand Est. Sie gehörte zum Arrondissement Sedan. Die Bewohner werden Rubercourtois und Rubercourtoises genannt.
Mit Wirkung vom 1. Januar 2017 wurde Rubécourt-et-Lamécourt zusammen mit den ehemaligen Gemeinden Bazeilles und Villers-Cernay zur Commune nouvelle Bazeilles zusammengeschlossen und hat in der neuen Gemeinde den Status einer Commune déléguée.

## Geografie
Rubécourt-et-Lamécourt liegt etwa sechs Kilometer östlich von Sedan und etwa 86 Kilometer nordöstlich von Reims nördlich der Argonnen.
Umgeben wird Rubécourt-et-Lamécourt von den Nachbargemeinden und den Communes déléguées von Bazeilles:
| Daigny                         | Villers-Cernay (Commune déléguée)           | Francheval |
| La Moncelle (Commune déléguée) | Kompassrose, die auf Nachbargemeinden zeigt |            |
|                                | Bazeilles (Commune déléguée)                | Douzy      |

## Bevölkerungsentwicklung

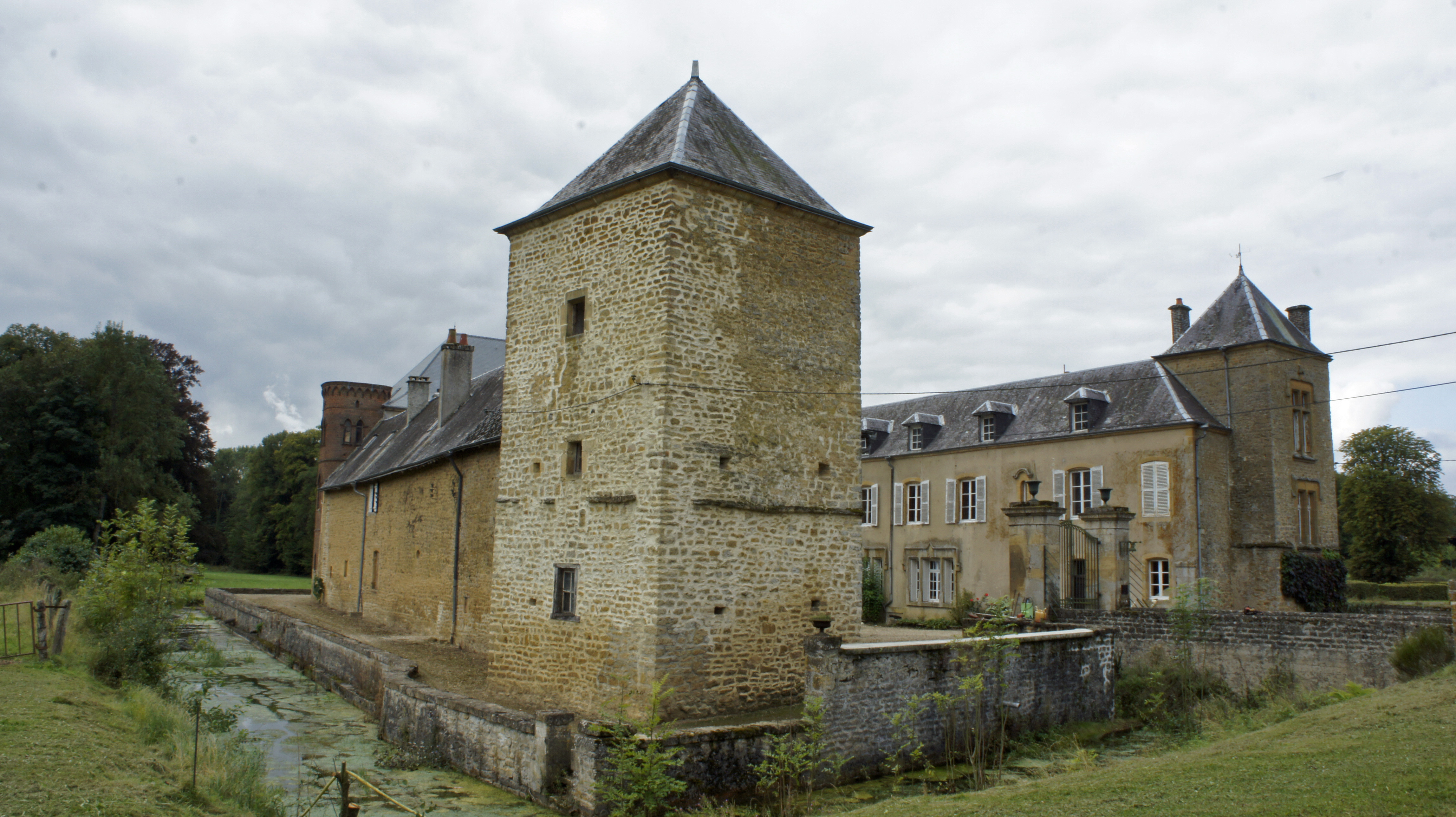
Schloss Lamecourt

| Rubécourt-et-Lamécourt: Einwohnerzahlen von 1793 bis 2021                                                                  | Rubécourt-et-Lamécourt: Einwohnerzahlen von 1793 bis 2021 | Rubécourt-et-Lamécourt: Einwohnerzahlen von 1793 bis 2021 | Rubécourt-et-Lamécourt: Einwohnerzahlen von 1793 bis 2021 | Rubécourt-et-Lamécourt: Einwohnerzahlen von 1793 bis 2021 |
| --- | --------------------------------------------------------- | --------------------------------------------------------- | --------------------------------------------------------- | --------------------------------------------------------- |
| Jahr |                                                           |                                                           |                                                           | Einwohner                                                 |
| 1793 | 1793                                                      |                                                           | 142                                                       | 142                                                       |
| 1800 | 1800                                                      |                                                           | 89                                                        | 89                                                        |
| 1806 | 1806                                                      |                                                           | 74                                                        | 74                                                        |
| 1821 | 1821                                                      |                                                           | 110                                                       | 110                                                       |
| 1831 | 1831                                                      |                                                           | 110                                                       | 110                                                       |
| 1836 | 1836                                                      |                                                           | 147                                                       | 147                                                       |
| 1841 | 1841                                                      |                                                           | 198                                                       | 198                                                       |
| 1846 | 1846                                                      |                                                           | 225                                                       | 225                                                       |
| 1851 | 1851                                                      |                                                           | 314                                                       | 314                                                       |
| 1866 | 1866                                                      |                                                           | 290                                                       | 290                                                       |
| 1872 | 1872                                                      |                                                           | 311                                                       | 311                                                       |
| 1876 | 1876                                                      |                                                           | 297                                                       | 297                                                       |
| 1881 | 1881                                                      |                                                           | 280                                                       | 280                                                       |
| 1886 | 1886                                                      |                                                           | 240                                                       | 240                                                       |
| 1891 | 1891                                                      |                                                           | 242                                                       | 242                                                       |
| 1896 | 1896                                                      |                                                           | 245                                                       | 245                                                       |
| 1901 | 1901                                                      |                                                           | 240                                                       | 240                                                       |
| 1906 | 1906                                                      |                                                           | 198                                                       | 198                                                       |
| 1911 | 1911                                                      |                                                           | 226                                                       | 226                                                       |
| 1921 | 1921                                                      |                                                           | 173                                                       | 173                                                       |
| 1926 | 1926                                                      |                                                           | 211                                                       | 211                                                       |
| 1931 | 1931                                                      |                                                           | 202                                                       | 202                                                       |
| 1936 | 1936                                                      |                                                           | 204                                                       | 204                                                       |
| 1946 | 1946                                                      |                                                           | 203                                                       | 203                                                       |
| 1954 | 1954                                                      |                                                           | 211                                                       | 211                                                       |
| 1962 | 1962                                                      |                                                           | 183                                                       | 183                                                       |
| 1968 | 1968                                                      |                                                           | 173                                                       | 173                                                       |
| 1975 | 1975                                                      |                                                           | 141                                                       | 141                                                       |
| 1982 | 1982                                                      |                                                           | 158                                                       | 158                                                       |
| 1990 | 1990                                                      |                                                           | 172                                                       | 172                                                       |
| 1999 | 1999                                                      |                                                           | 172                                                       | 172                                                       |
| 2006 | 2006                                                      |                                                           | 165                                                       | 165                                                       |
| 2015 | 2015                                                      |                                                           | 129                                                       | 129                                                       |
| 2021 | 2021                                                      |                                                           | 137                                                       | 137                                                       |
| Quelle(n): EHESS/Cassini bis 1999, INSEE ab 2006 Anmerkung(en): Ab 1962 offizielle Zahlen ohne Einwohner mit Zweitwohnsitz |                                                           |                                                           |                                                           |                                                           |

## Sehenswürdigkeiten
- Schloss Lamecourt mit Teilen aus dem 16. Jahrhundert, seit 1986 in Teilen als Monument historique eingeschrieben[6]